# Physiotium
Physiotium là một chi rêu trong họ Pleuroziaceae.